# ズノイモ - オクルジーシキ線
ズノイモ - オクルジーシキ線（チェコ語: Železniční trať Znojmo–Okříšky）は、チェコ鉄道の鉄道線の名称である。路線番号は241。
1871年、オーストリア北西部鉄道によって開業した。ウィーンとドレスデン・ベルリン方面を結ぶ路線として開業したが、現在その役割は250号線が担っており、こちらはローカル輸送が中心である。

## 歴史
ドイツのいろんな経済的な状況のため、ベルリンとウィーンを直接に結ぶ鉄道路線が1860年代末に企画された。オーストリア帝国はウィーンとバルト海および北海を結び、中部モラヴィア地域の工業発展を切り開くべきの近道の路線を希望した。1865年帝国特任南北ドイツ連結鉄道会社（k.k. priviliegierte Süd-Norddeutsche Verbindungsbahn, SNDVB）はこのプロジェクトについて多方面の予備作業を実行したが、そこの路線にはStEGなどの競争社が多かった。1867年SNDVBはいくつかの支援者と同伴して、1868年9月8日にウィーン - ユングブンツラウ区間の路線と数個の分岐路線に関する建設・運営許可を獲得した。1869年12月6日にゴルチ＝イェーニカウ - コーリン区間が先ずは開通されて、1871年4月23日にツナイム - イグラウ区間が開業された。ウィーン - ユングブンツラウ間の幹線鉄道工事が進む間に、1870年7月26日にオーストリア北西部鉄道は株式会社の形態で設立された。
1908年1月1日付きにこの路線は他の北西部鉄道の路線とともにオーストリア帝国鉄道に引き受けられた。
第一次世界大戦の終結以降、新たに創設されたチェコスロバキア国営鉄道がこの路線を運営することとなった。
1938年秋にズデーテン地方の併合で、ズノイモ - シュムナー区間はドイツ国営鉄道のウィーン管理局により運営されることとなった。第二次世界大戦の終結以降、全区間はČSDに復帰した。

## 運行形態

### 快速「スピェシニー(Sp)」
白ワイン用のぶどうの品種名が愛称になっている。
- ソーヴィニヨン号：　ズノイモ - オクルジーシキ - ハヴリーチクーフ・ブロド　【休日運行】
- リズリンク・リーンスキー号：　ズノイモ - オクルジーシキ - イフラヴァ　【土曜・休日運行】
- ヴェルトリーンスケー・ゼレネー号：　ズノイモ - オクルジーシキ - ハヴリーチクーフ・ブロド　【平日運行】
一日1往復の運行だが、土曜日はズノイモ行片道1本のみ、休日は一日1.5往復の運行となる。グレシロヴェー・ミート、ブリージコヴィツェ、オクルジーシキは、土曜・休日のみ通過する。
過去の運行形態
2019年末に運行を開始した。当時は、休日のズノイモ行がシュムナーを、平日のズノイモ行がグレシロヴェー・ミートとブリージコヴィツェを通過していた。
2020年末に、シュムナーが全列車停車、グレシロヴェー・ミートとブリージコヴィツェが平日のみ上下とも停車となった。

### 普通
- ズノイモ - オクルジーシキ
2時間に1本の運行。また、オクルジーシキで240号線プルゼニ方面の特急（一部は普通）と接続する[3]。
2019年以前は全て各駅停車であった他、一日1往復に限り、240号線に直通するズノイモ→オクルジーシキ→イフラヴァの系統が運行されていた。

### 臨時列車
- パーラヴァ・ズノイモ・ワイン祭列車 
年2日、ズノイモ - ブヂェヨヴィツェ間に一日1往復のみ運行する。ズノイモ行はヴェスツェ、オルブラムコステル、チトニツェの3駅を通過するが、ブヂェヨヴィツェ行は各駅に停車する。2023,24年は、年1日に限り、追加でズノイモ行が一日1本運行していて、この列車は途中ネモツニツェのみ停車であった。

## 駅一覧
以下では、チェコ国鉄241号線の駅と営業キロ、停車列車、接続路線などを一覧表で示す。
- 種別
  - Sp：快速
  - Os：普通
- 停車駅
  - ■印：全列車停車
  - ●印：大部分停車、一部通過
  - ◐印：半数停車
  - ｜印：全列車通過

| 路線名 | 駅名                                   | 駅間営業キロ | 累計営業キロ       | 累計営業キロ     | Sp | Os | 接続路線                                               | 所在地         | 所在地           |
| ------ | -------------------------------------- | ------------ | ------------------ | ---------------- | -- | -- | ------------------------------------------------------ | -------------- | ---------------- |
| 241    | ズノイモ駅                             | -            | ウィーンから 100.1 | ズノイモから 0.0 | ■  | ■  | 246号線（ブルジェツラフ方面）、248号線（ウィーン方面） | 南モラヴィア州 | ズノイモ郡       |
| 241    | ズノイモ・ネモツニツェ駅(*1)           | 2.2          | 102.3              | 2.2              | ■  | ■  |                                                        | 南モラヴィア州 | ズノイモ郡       |
| 241    | チトニツェ駅                           | 6.0          | 108.3              | 8.2              | ｜ | ●  |                                                        | 南モラヴィア州 | ズノイモ郡       |
| 241    | オルブラムコステル駅                   | 4.3          | 112.6              | 12.5             | ｜ | ●  |                                                        | 南モラヴィア州 | ズノイモ郡       |
| 241    | シュムナー駅                           | 6.9          | 119.5              | 19.4             | ■  | ■  |                                                        | 南モラヴィア州 | ズノイモ郡       |
| 241    | グレシロヴェー・ミート駅               | 7.7          | 127.2              | 27.1             | ●  | ■  |                                                        | 南モラヴィア州 | ズノイモ郡       |
| 241    | ブリージコヴィツェ駅                   | 2.9          | 130.1              | 30.0             | ●  | ■  |                                                        | 南モラヴィア州 | ズノイモ郡       |
| 241    | ヴェスツェ駅                           | 2.4          | 132.5              | 32.4             | ｜ | ●  |                                                        | ヴィソチナ州   | トルジェビーチ郡 |
| 241    | モラヴスケー・ブヂェヨヴィツェ駅       | 6.0          | 138.5              | 38.4             | ■  | ■  | 243号線（イェムニツェ方面）                            | ヴィソチナ州   | トルジェビーチ郡 |
| 241    | ボフシツェ駅                           | 5.2          | 143.7              | 43.6             | ｜ | ■  |                                                        | ヴィソチナ州   | トルジェビーチ郡 |
| 241    | ヤロムニェルジツェ・ナド・ロキトノウ駅 | 2.9          | 146.6              | 46.5             | ■  | ■  |                                                        | ヴィソチナ州   | トルジェビーチ郡 |
| 241    | レスーニキ駅(未開業)                   |              |                    |                  | ｜ | ｜ |                                                        | ヴィソチナ州   | トルジェビーチ郡 |
| 241    | シェブコヴィツェ駅                     | 4.1          | 150.7              | 50.6             | ｜ | ■  |                                                        | ヴィソチナ州   | トルジェビーチ郡 |
| 241    | コイェチツェ・ナ・モラヴェ駅           | 3.9          | 154.6              | 54.5             | ｜ | ■  |                                                        | ヴィソチナ州   | トルジェビーチ郡 |
| 241    | スタルジェチ駅                         | 6.6          | 161.2              | 61.1             | ｜ | ■  |                                                        | ヴィソチナ州   | トルジェビーチ郡 |
| 241    | フヴェズドニョヴィツェ駅               | 5.1          | 166.3              | 66.2             | ｜ | ■  |                                                        | ヴィソチナ州   | トルジェビーチ郡 |
| 241    | オクルジーシキ駅                       | 3.6          | 169.9              | 69.8             | ●  | ■  | 240号線（プルゼニ方面、ブルノ方面）                    | ヴィソチナ州   | トルジェビーチ郡 |

(*1)2015年10月開業。